# Gustav Kampendonk
Gustav Peter Franz Kampendonk (* 30. Mai 1909 in Hoengen; † 29. Juni 1966 in Berlin) war ein deutscher Drehbuchautor.

## Leben
Kampendonk studierte in München, Berlin und Leipzig Zeitungswissenschaft und Kunstgeschichte. 1933 wurde er an der Universität Leipzig mit der Dissertation Die Geschichte des Krefelder Zeitungswesens von den Anfängen bis 1814. Ein Beitrag zur Presse- und Kulturgeschichte des Niederrheins zum Dr. phil. promoviert. In den 1930er Jahren schrieb er Feuilletons, 1937 betätigte er sich erstmals als Dramaturg für die UFA.
Ab 1939 schrieb er Drehbücher, darunter für den ersten deutschen Farbfilm Frauen sind doch bessere Diplomaten. Vor allem in den 1950er Jahren war Kampendonk ein produktiver Autor, der einige seiner Drehbücher auch zu Romanen adaptierte. Meist ersann er die Handlung zu Filmkomödien, Schlagerfilmen oder anderen Unterhaltungsfilmen. Lediglich im KZ-Ausbruchsfilm  Morituri (1948) und im Lustspiel Die Frauen des Herrn S. (1951) wagte er sich an zeitgeschichtliche Probleme. Mit Der Rächer schrieb er seinen einzigen Edgar-Wallace-Film. Zuletzt verfasste er 13 Folgen der Fernsehserie Polizeifunk ruft (Hauptdarsteller: Josef Dahmen und Karl-Heinz Hess).

## Filmografie
- 1939: Drei Väter um Anna
- 1939: Hilfe, Erpresser!
- 1939/41: Frauen sind doch bessere Diplomaten
- 1942: Liebesgeschichten
- 1944: Sommernächte
- 1944: Das war mein Leben
- 1944: Eines Tages
- 1944/48: Eine reizende Familie
- 1945: Heidesommer (unvollendet)
- 1947: Menschen in Gottes Hand
- 1948: Morituri
- 1950: Nur eine Nacht
- 1950: Furioso
- 1950: Die Frau von gestern Nacht
- 1950: Die tödlichen Träume
- 1950: Schön muß man sein
- 1951: Die Frauen des Herrn S.
- 1952: Die Diebin von Bagdad
- 1952: Ich hab’ mein Herz in Heidelberg verloren
- 1953: Damenwahl
- 1954: Auf der Reeperbahn nachts um halb eins
- 1955: Wenn der Vater mit dem Sohne
- 1955: Das fröhliche Dorf
- 1955: Die Drei von der Tankstelle
- 1955: Liebe ist ja nur ein Märchen
- 1955: Ja, ja, die Liebe in Tirol
- 1955: Charleys Tante
- 1956: Ein tolles Hotel
- 1956: Ich und meine Schwiegersöhne
- 1956: Das Sonntagskind
- 1956: Der schräge Otto
- 1957: Tolle Nacht
- 1957: Blaue Jungs
- 1957: Hoch droben auf dem Berg
- 1957: Vater sein dagegen sehr
- 1957: Drei Mann auf einem Pferd
- 1957: Der kühne Schwimmer
- 1958: Der Page vom Palast-Hotel
- 1958: Liebe, Mädchen und Soldaten
- 1958: Das gab’s nur einmal
- 1958: Schwarzwälder Kirsch
- 1958: Peter Voss, der Millionendieb
- 1959: Schlag auf Schlag
- 1959: Natürlich die Autofahrer
- 1959: Freddy unter fremden Sternen
- 1959: La Paloma
- 1959: Freddy, die Gitarre und das Meer
- 1959: Peter Voss, der Held des Tages
- 1959: Drillinge an Bord
- 1960: Pension Schöller
- 1960: Freddy und die Melodie der Nacht
- 1960: Der Rächer
- 1960: Der wahre Jakob
- 1960: Wenn die Heide blüht
- 1960: Willy, der Privatdetektiv
- 1960: O sole mio
- 1960: Mal drunter – mal drüber
- 1961: Ach Egon!
- 1961: Eine hübscher als die andere
- 1961: Adieu, Lebewohl, Goodbye
- 1961: Ramona
- 1961: Robert und Bertram
- 1962: Das Geheimnis der schwarzen Koffer
- 1962: Muß i denn zum Städtele hinaus
- 1962: Freddy und das Lied der Südsee
- 1962: Sein bester Freund
- 1963: Der Würger von Schloss Blackmoor
- 1963: Charleys Tante
- 1963: Hafenpolizei (Fernsehserie)
- 1963: Heimweh nach St. Pauli
- 1964: Freddy und das Lied der Prärie
- 1964: Freddy, Tiere, Sensationen
- 1966–1967: Polizeifunk ruft (Fernsehserie)